# 乙酰丙酮铽
乙酰丙酮铽是一种配位化合物，化学式为Tb(C5H7O2)3，或简写为Tb(acac)3。它可由氨水、乙酰丙酮和硝酸铽反应制得：
3 NH3 + 3 Hacac + Tb(NO3)3 → Tb(acac)3 + 3 NH4NO3
它和5-[(2-噻吩亚甲基)氨基]-8-羟基喹啉（L）在乙腈/二氯甲烷溶液中加热反应，可以得到浅黄色[Tb(acac)4(L)6(μ3-OH)2]·CH3CN晶体。它可用于一些光学材料的制备。